# Zehenspitzengang
Der Zehenspitzengang (auch habituelle oder idiopathische Zehenspitzengang) ist eine überwiegend bei Kindern auftretende Ganganomalie, bei der der Zehenspitzengänger aus bislang nicht bekannten Gründen permanent oder situativ auf dem Vorfuß geht.  Der habituelle Zehenspitzengang stellt eine Ausprägung des pathologischen Zehenganges dar, der seinerseits klassifiziert wird in funktionelle Formen, Zehengang aus orthopädischen Ursachen, Zehengang aus neurogener Ursache mit spastisch-dystoner Fehlfunktion, Zehengang aus neurogener Ursache mit schlaff-paretischer Fehlfunktion und Zehengang aus myogener (muskeleigener) Ursache.

## Verbreitung
Vom habituellen Zehenspitzengang betroffen sind rund 15 Prozent aller Kinder, wobei zu beachten ist, dass diese situationsabhängig, z. B. wenn sie müde oder aufgeregt sind, zwischen dem Vorfuß- und dem plantigraden („normalen“) Gang wechseln. Studien haben gezeigt, dass 64 Prozent der Zehenspitzengänger männlich, und nur 36 Prozent weiblich sind. Bei rund 65 Prozent der Zehenspitzengänger ist die Ganganomalie bereits mit dem Beginn des Laufens zu beobachten.

## Ursache
Die Ursache des habituellen Zehenspitzenganges ist nach wie vor nicht eindeutig identifiziert. Größtenteils ist er genetisch bedingt, bei mehr als der Hälfte der Betroffenen kann eine Verkürzung der Wadenmuskulatur festgestellt werden.

## Krankheitsentstehung
Die Entstehung von habituellem Zehenspitzengang ist ungeklärt. Bei einigen Kindern finden schon die ersten Stehversuche auf Zehenspitzen statt. Bei anderen entwickelt sich das Gangbild zunächst unauffällig. Erst zwischen dem 3. und dem 7. Lebensjahr fällt dann ein zunehmender Vorfußgang auf. Eine angeborene Muskelverkürzung in den Waden, Wahrnehmungsverarbeitungsstörungen oder eine familiäre Veranlagung werden als Auslöser vermutet. Aber keine dieser Theorien trifft auf alle Zehenspitzengänger zu. Neue Forschungen deuten darauf hin, dass bestimmte Genvarianten in Zusammenhang mit dieser Ganganomalie stehen.

## Klinische Erscheinungen
Der habituelle Zehenspitzengang wird nach seinem klinischen Erscheinungsbild in vier Typen eingeteilt.

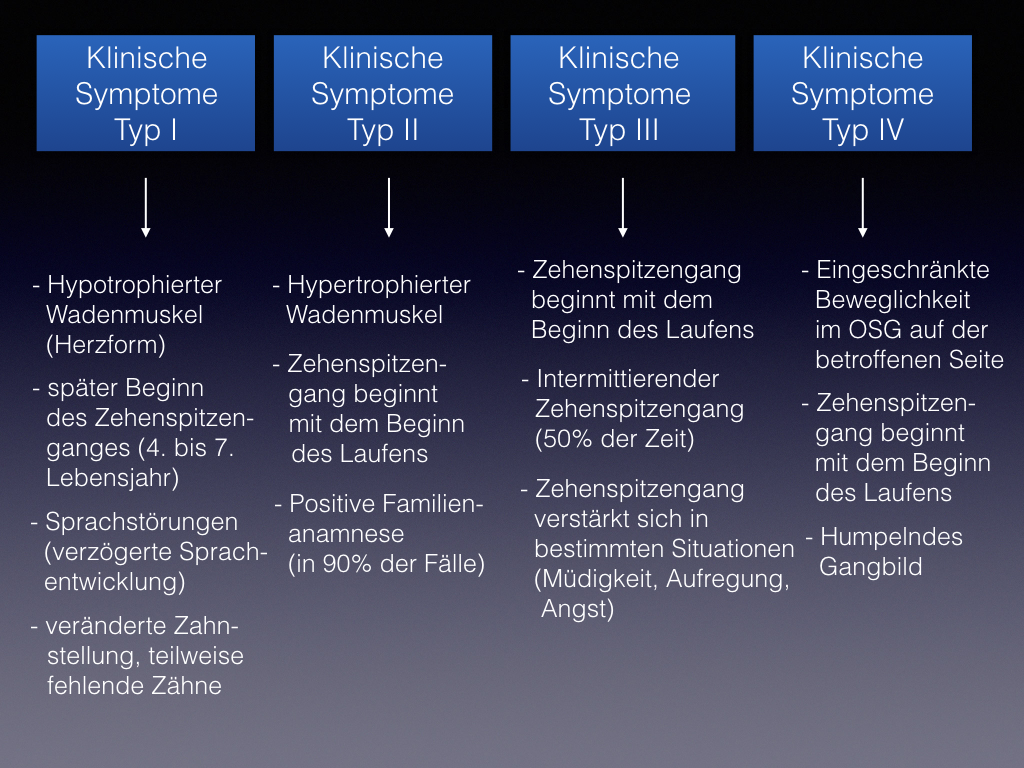
Einteilung des Zehenspitzenganges in vier Typen nach D Pomerino et al.: Zehenspitzengang. Ein Elternratgeber. OmniMed Verlagsgesellschaft, Hamburg 2018, ISBN 978-3-931766-37-5, S. 15–20.

Typ I betrifft etwa 36 Prozent der Zehenspitzengänger. Der Vorfußgang setzt mit dem Beginn des Laufens ein. Als Ursache wird eine angeborene Muskelverkürzung vermutet. Kennzeichnend für diesen Typ sind starke Ringfalten über der Achillessehne, eine herzförmige Wade und ein verkürzter M. adductor magnus in Form eines Tennisschlägers („T-Zeichen“). Durch die ständige Fehlbelastung des Fußes kann es schon im Kindesalter zu Fußdeformitäten wie einem verbreiterten Vorfuß, einer Spitzferse und einem Hohlfuß kommen. Etwa 50 Prozent der betroffenen Kinder vom Typ I entwickeln zudem auf Grund der Fehlstatik bereits ab dem 2. Lebensjahr ein Hohlkreuz.
Etwa 52 Prozent der Betroffenen gehören zu Typ II. Bei diesem Typ geht mindestens ein Familienmitglied auch auf dem Vorfuß, daher wird eine familiäre Veranlagung vermutet. Der Zehenspitzengang setzt erst relativ spät ein, meistens zwischen dem 4. und dem 7. Lebensjahr. Typische Merkmale für Typ II sind außerdem eine V-förmige Achillessehne und ebenfalls eine herzförmige Wade. Die Betroffenen zeigen zu etwa 3/4 des Tages einen Vorfußgang und in der übrigen Zeit einen Stampfgang ohne Abrollphase. Auch hier kann es durch die Fehlbelastung zu Fußdeformitäten und der Entwicklung eines Hohlkreuzes kommen. Der Vorfußgang bleibt bei diesem Typ oft in Form eines wippenden Gangbildes bis ins Erwachsenenalter erhalten.
Typ III kommt nur bei etwa 12 Prozent der Betroffenen vor. Diese zeigen die meiste Zeit über ein normales Gangbild mit Abrollphase. Der Zehenspitzengang tritt nur in bestimmten Situationen wie Aufregung, Freude oder Müdigkeit auf. Er kann außerdem bei der klinischen Untersuchung durch bestimmte Tests ausgelöst werden (z. B. Drehtest). Bei den meisten dieser Patienten bildet sich der Vorfußgang von allein und ohne Therapie wieder zurück. Es kommt innerhalb von sechs Monaten nach der ersten Beobachtung zu keinen Deformitäten der Füße oder der Lendenwirbelsäule. Bei einigen Patienten vom Typ III sind zusätzlich die Wahrnehmung und die Aufmerksamkeit beeinträchtigt, was eine Störung der Wahrnehmungsverarbeitung als Ursache für den Zehenspitzengang nahelegt.
Bei Typ IV tritt der Zehenspitzengang nur einseitig auf, wodurch die Betroffenen ein humpelndes Gangbild zeigen. Dieser Typ ist allerdings sehr selten und hat die gleichen Ursachen wie Typ II.

## Untersuchungsmethoden
Zu den gängigen Untersuchungsmethoden des Zehenspitzenganges gehören:
- Familienanamnese
- Körperliche/klinische Untersuchung (visuelle Ganganalyse)
- Genetische Testung.

## Pathologie

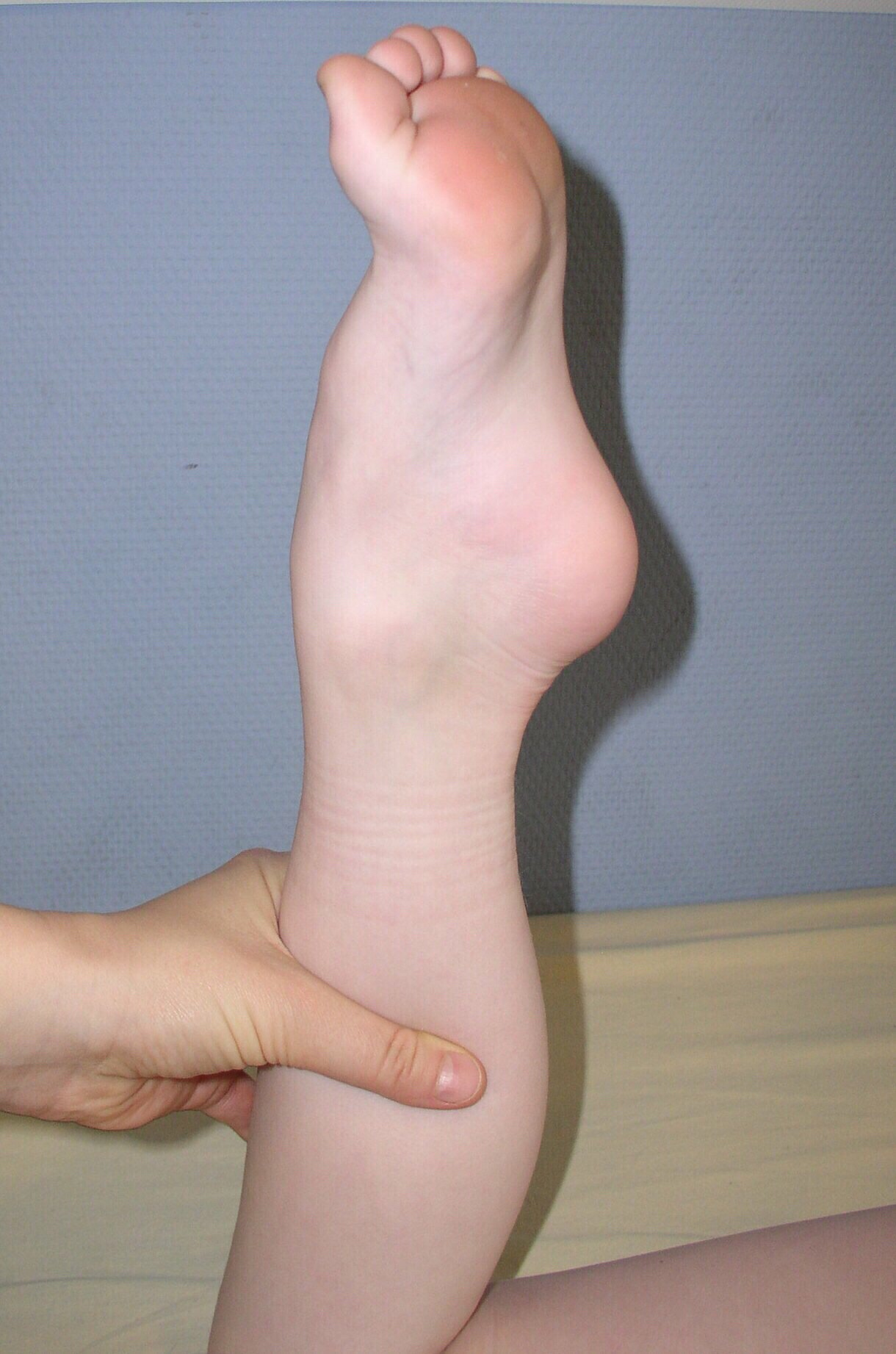
Zerstörter Fuß nach unbehandeltem Zehenspitzengang

Durch die Fehlbelastung des Fußes und der daraus resultierenden Fehlstatik des gesamten Bewegungsapparates kann es zu einer Reihe von Folgeschäden kommen. Viele Betroffene zeigen bereits im Kindesalter Fußdeformitäten wie einen verbreiterten Vorfuß, Spitzferse und Hohlfuß. Ebenso kann sich bereits im frühen Kindesalter ein Hohlkreuz entwickeln. Durch die ständige Fehlbelastung von Knien und Hüftgelenken erhöht sich die Gefahr von Arthrosen. Auch klagen viele Betroffene bereits in jungen Jahren über Fuß-, Knie- und Rückenschmerzen. Die Fehlstellung des Fußes kann zudem zu einer Verkürzung der Wadenmuskulatur und der Achillessehne führen. Man spricht dann von einem erworbenen bzw. strukturellen Spitzfuß.

## Behandlung
Bei der Behandlung von habituellem Zehenspitzengang stehen nicht-invasive und invasive Methoden zur Verfügung. Zu den nicht-invasiven Optionen gehören orthopädische Hilfsmittel wie Einlagen und Orthesen, des Weiteren Physiotherapie und das sogenannte Seriengipsen, mit dem eine Dehnung der Muskeln und Bänder erreicht werden soll. Zu den invasiven Methoden gehört das Verabreichen von Botulinumtoxin in den Wadenmuskel, um die Muskelspannung für einen gewissen Zeitraum herabzusetzen. In einigen Fällen bleibt nur noch eine operative Achillessehnenverlängerung, um die Beweglichkeit und damit die Lebensqualität der Betroffenen zu verbessern. Hierbei gibt es verschiedene Techniken, z. B. die Achillessehnenverlängerung oder die sogenannte „Z-Plastik“. Einige Kliniken in Deutschland bieten mittlerweile auch minimal-invasive Methoden an.

## Vorbeugung
Je früher der habituelle Zehenspitzengang erkannt und behandelt wird, desto geringer sind die Auswirkungen und Spätfolgen. Bei einer bekannten familiären Veranlagung empfiehlt es sich daher, schon vor dem Laufbeginn des Kindes eine Früherkennung durchzuführen.

## Heilungsaussicht
Eine vollständige Heilung des Zehenspitzenganges ist nicht möglich. Es ist aber möglich, die Symptome zu behandeln und Folgeschäden zu minimieren. So können etwa 70 Prozent der Betroffenen durch Konditionierung einen normalen Gang erlernen. In einer Therapiestudie von 2018 hat sich für diese Konditionierung eine konservative Therapie mit Pyramideneinlagen, meistens unterstützt durch Physiotherapie, als sehr erfolgreich erwiesen. Von 193 Kindern mit Zehenspitzengang wurden rund 90 Prozent erfolgreich therapiert.

## Geschichte
Schon in der Antike ist der Zehenspitzengang beobachtet worden. Erwähnungen dieser Ganganomalie bereits beim griechischen Arzt Hippokrates von Kos (ca. 460-370 v. Chr.), beim römischen Schriftsteller Aulus Cornelius Celsus (ca. 25 v. Chr. – 50 n. Chr.) und im lexikographischen Nachschlagewerk von Marcus Verrius Flaccus (ca. 55 v. Chr. – 20 n. Chr.) belegen dies. Vieles spricht dafür, dass der in der Antike verwendete Beinamen „Atta“ einen Zehenspitzengänger bezeichnet. Ein bekannter Träger dieses Namens ist der Dichter Titus Quintius Atta, der um 77 v. Chr. gestorben sein dürfte.

## Probleme im Alltag
Im Alltag wird der Zehenspitzengänger mit einer Fülle von Problemen körperlicher und psychischer Natur konfrontiert. Zu den wichtigsten gehören:

### Körperliche Einschränkungen
- geringere Ausdauer und Kraft
- schlechtere Beweglichkeit
- geringere Fähigkeit das Gleichgewicht zu halten
- Schwierigkeiten beim Gehen/häufige Stürze

### Psychische Aspekte
- Probleme sich zu integrieren
- Hänseleien durch Gleichaltrige